# Dominique Lebrun

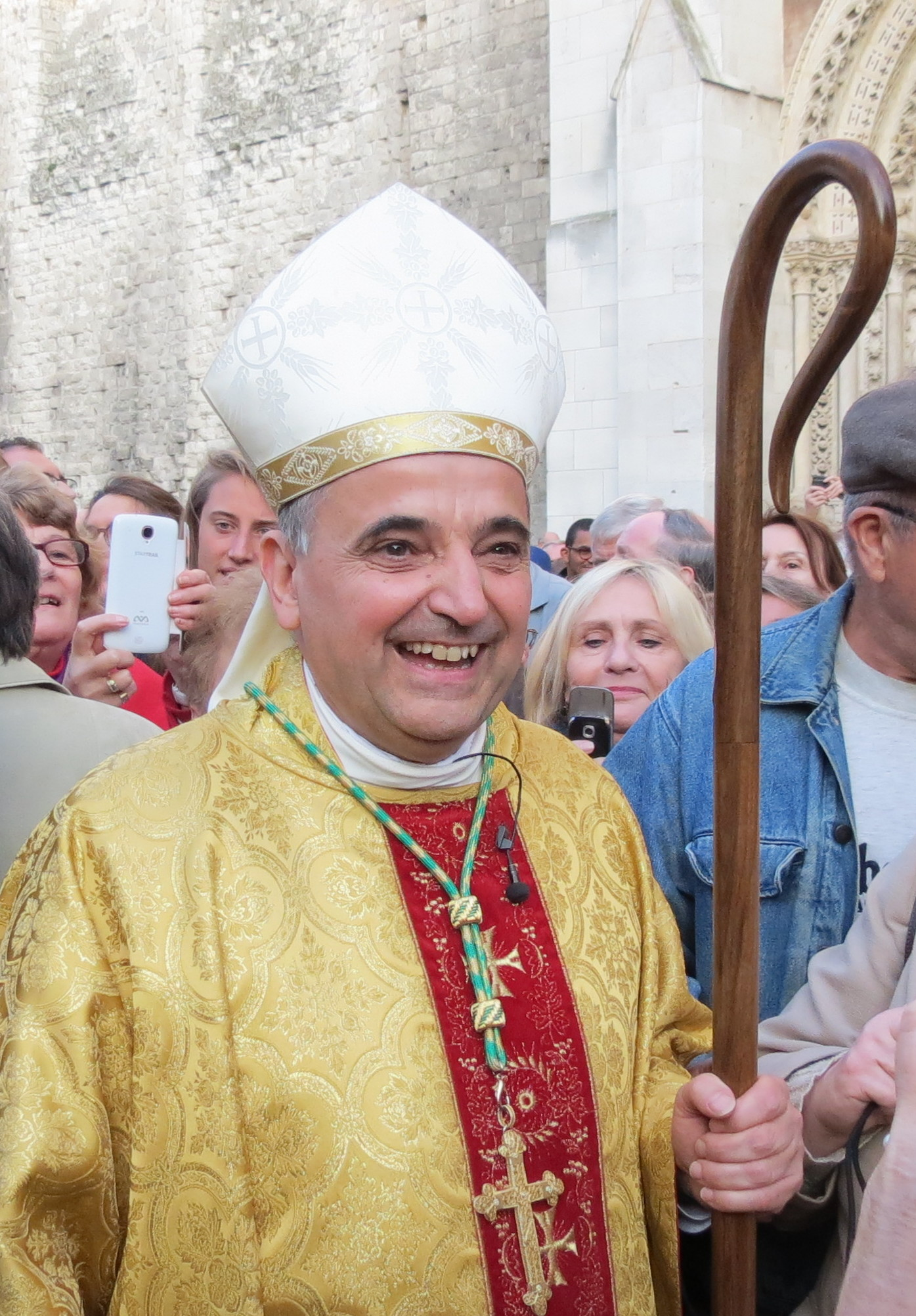
Erzbischof Domique Lebrun bei seiner Amtseinführung vor der Kathedrale von Rouen (2015)

Dominique Julien Claude Marie Lebrun (* 10. Oktober 1957 in Rouen) ist ein römisch-katholischer Geistlicher, Erzbischof von Rouen und Primas der Normandie.

## Leben
Dominique Lebrun wuchs in Rouen als Sohn eines Stadtverordneten auf. Nach einem Studium der Rechtswissenschaft trat er 1978 in das Französische Seminar in Rom ein und setzte sein Studium am Institut Catholique de Paris fort, wo er den Grad eines Doktors der Theologie erlangte. Am 9. Juni 1984 empfing er die Priesterweihe für das Bistum Saint-Denis. Von 1984 bis 1998 war er als Gemeindepfarrer und Jugendseelsorger tätig, danach als Spiritual am Französischen Seminar in Rom. 2001 kehrte er in die Seelsorgearbeit des Bistums Saint-Denis zurück, wo er einen sehr großen Bezirk mit etwa 100.000 Einwohnern und einem hohen Anteil an Migranten betreute.
Papst Benedikt XVI. ernannte ihn am 28. Juni 2006 zum Bischof von Saint-Étienne. Der Erzbischof von Lyon, Philippe Kardinal Barbarin, spendete ihm am 9. September desselben Jahres die Bischofsweihe; Mitkonsekratoren waren Olivier de Berranger IdP, Altbischof von Saint-Denis, und Pierre Jacques Joatton IdP, emeritierter Bischof von Saint-Etienne. Von 2008 bis 2012 war Dominique Lebrun Präsident des Beirates von RCF – Radios Chrétiennes Francophones, einem französischsprachigen christlichen Radionetzwerk.
Am 10. Juli 2015 ernannte ihn Papst Franziskus zum Erzbischof von Rouen. Die Amtseinführung fand am 9. Oktober desselben Jahres statt.
In der Französischen Bischofskonferenz ist Erzbischof Lebrun Mitglied des Rates für Familie und Gesellschaft und ist dort zuständig für Gefängnis- und Justizseelsorge. Ferner ist er Verantwortlicher für die Arbeitsgruppe prêtres venus d’ailleurs (Priester von außerhalb).